# Glossadelphus truncatulus
Glossadelphus truncatulus là một loài Rêu trong họ Hypnaceae. Loài này được (Müll. Hal.) M. Fleisch. mô tả khoa học đầu tiên năm 1923.